# ستاينر براتن
ستاينر براتن (بالنرويجية البوكمول: Steinar Bråten)‏ هو متزلج قفز نرويجي، ولد في 17 سبتمبر 1962 في درانغدال في النرويج.

## وصلات خارجية
- ستاينر براتن على موقع الاتحاد الدولي للتزلج (القفز التزلجي) (الإنجليزية)
- ستاينر براتن على موقع أوليمبيديا (الإنجليزية)